# Fender Jag-Stang
Model Fender Jag-Stang je hibridna električna gitara koju je dizajnirao američki glazbenik Kurt Cobain, gitarista rock sastava Nirvana. Model je nastao kao produkt spajanja dva Fenderova modela gitara: Jaguar i Mustang. 

## Povijest
Prvotna zamisao, a potom i provedba u djelo, Kurta Cobaina bila je Fenderov uradak dvaju prototip modela gitara za ljevoruke glazbenike, koje je izradio dizajner Larry L. Brooks (jedan od osnivača Custom Shopa). Od urađenih modela Cobain je koristio samo jednu gitaru. Prije nego što je predstavljena 1994. godine za Europsku "In Utero" album, i turneju sastava Nirvana, gitara je zbog uočenih nedostataka vraćena u tvornicu na dodatne popravke. Po mišljenju mnogih Cabain nije u potpunosti bio zadovoljan urađenim instrumentom, i stoga ga je rijetko koristio u nastupima u živo.

Cobain je kasnije dizajnirao i Fenderu poslao drugi model gitare, što je 2002. godine i objavio u svojim spisima i crtežima.

## Dizajn
Kofiguracija ugrađenih elektromagneta u Cobainov prototip model sastoji se od Texas special elektromagneta bliže vratu gitare, i dvostrukog DiMarzio H-3 elektromagneta bliže mostu gitare (koji nije bio dostupan kao samostalan proizvod jer mu je pridodan DiMarzio DP158 elektromagnet)

Inače, model Jag-Stang podrazumjeva ugradnju jednostrukog "starijeg dizajna" elektromagneta, odnosno specijalni dizajn za dvostruki elektromagnet sa zasebnim prekidačima uključenje/isključenja za oba elektromagneta. Ova mogućnost na jednostavan način pruža gitaristi izbor kombinacija boje tona.
Na tijelo gitare kao i u prethodnim modelima ugrađen je Mustangov "Dynamic Vibrato" most. Dužina skale iznosi 610 mm, što je točna replika vrata gitare omiljenog Cobainovog modela Fender Mustang.

Model je proizveden u jesen 1995. godine. Nakon smrti Kurta Cobiana Fender Japan je zbog popularnosti, i potražnje 2001. godine ponovo pokrenuo proizvodnju Jag-Stang modela gitare. Od svibnja 2006. godine Fender iz Japana ne uvozi modele Jag-Stang.

## Jag-Stang korisnici
Cobainov svijetlo plavi Jag-Stang svirao je gitarista alternativnog rock sastava R.E.M. Peter Buck, a nakon Cobainove smrti američka rock glazbenica i glumica Courtney Love. Gitarista Mike Mills također iz sastava R.E.M. dogovorno je svirao istu gitaru na koncertu tijekom sviranja pjesme "Let Me In", koja je napisana u spomen na Kurta Cobaina (vidimo na DVD uratku Road Movie). Model prilagođen za dešnjake možemo vidjeti i u What's the Frequency, Kenneth? glazbenom videu. 

## Vanjske poveznice
- "Fender Jag-Stang - povijest